# 한국마을연구소
한국마을연구소는 농산어촌마을의 문화와 자연 기록, 마을공동체 문화진흥과 발전을 위한 조사연구 등을 통하여 도농교류 확대에 기여할 목적으로 2010년 4월 21일 설립된 대한민국 농림수산식품부 소관의 사단법인이다. 사무실은 전북특별자치도 전주시 완산구 경원동 2가 41-5번지에 있다.